# Kohuke
El kohuke, biezpiena sieriņš o varškės sūrelis consiste mayoritariamente en una barrita de chocolate rellena de quark. Es también conocido como sirok en Rusia, pero es predominante[cita requerida] en los estados bálticos de Estonia, Letonia y Lituania, así como en Ucrania. 
El nombre "kohuke "es un diminutivo estonio. El "kohupiim" es una clase de cuajada, el ingrediente principal del kohuke. En idioma letón se conoce esta especialidad como biezpiena sieriņš; en idioma lituano se conoce como varškės sūrelis, donde "sūrelis" es el diminutivo de "sūris", queso.
En los mercados bálticos hay disponibles muchas distintas variantes de este tipo de dulce, como, por ejemplo, con distintos tipos de mermelada con galleta, cacao, mazapán, vainilla, dulce de leche (varyonka) o plátano.
|  |  |  |  |

- Datos: Q2622681
- Multimedia: Curd snack / Q2622681